# Maledetti da Dio
Maledetti da Dio (De fordømtes legion) è un romanzo di Sven Hassel.

## Trama
È il primo di una serie di 14 romanzi sulla seconda guerra mondiale scritti da Sven Hassel. Disertore, viene arrestato e condannato a quindici anni di lavori forzati, trova l'occasione di riscattare la sua pena quando gli viene proposto il compito di sminatore. Ma non riuscirà a riscattarsi. Viene arruolato forzatamente in una compagnia di disciplina, il brutale addestramento e poi l'inquadramento nell'esercito tedesco, carrista; sempre in prima linea e spesso al di là delle linee nemiche e sempre in retrovia nelle ritirate "elastiche" dell'esercito, un susseguirsi di battaglie feroci e fughe altrettanto feroci. 
Un racconto estremo e lucido della guerra vista dalla prima linea, in una compagnia di fecce umane, di "carne da macello": disertori, oppositori politici, assassini e delinquenti di ogni tipo. Il legame con i suoi compagni con i quali combatterà tutte le battaglie sul fronte orientale e la reciproca fratellanza senza la quale nessuno di loro sarebbe mai sopravvissuto. 
La guerra vista senza veli, brutalità dall'una e dall'altra parte, violenza e morte senza confini, senza rancori, senza morale: uccidi per non morire, solo questo, sparare per primi per non essere uccisi. Il soldato Sven diventerà una perfetta macchina da guerra, incastrato nella perfetta macchina da guerra nazista, stritolato insieme ai suoi compagni negli ingranaggi dell'esercito più potente del mondo: tra gli aguzzini al di qua della "terra di nessuno" e il nemico al di là di quella stessa linea, che spesso, nemico più comprensibilmente disumano perché costretto anch'esso a condividere la stessa sorte.

## Edizioni
- Sven Hassel, Maledetti da Dio, traduzione di Luisa Theodoli, Collana Il Cammeo n. 116, Milano, Longanesi, 1958. - Milano, Sonzogno, 1998, ISBN 88-454-1087-0.